# Periscepsia fratella
Periscepsia fratella är en tvåvingeart som först beskrevs av Villeneuve 1938.  Periscepsia fratella ingår i släktet Periscepsia och familjen parasitflugor. Inga underarter finns listade i Catalogue of Life.